# Società Sportiva Chieti 1961-1962
Questa voce raccoglie le informazioni riguardanti la Società Sportiva Chieti nelle competizioni ufficiali della stagione 1961-1962.

## Rosa
| N. |                   | Ruolo | Calciatore              |
| -- | ----------------- | ----- | ----------------------- |
|    | Italia (bandiera) | A     | Italo Alaimo            |
|    | Italia (bandiera) | C     | Dante Amatucci          |
|    | Italia (bandiera) | A     | Renzo Barbantani        |
|    | Italia (bandiera) | P     | Massimo Bellagamba      |
|    | Italia (bandiera) | C     | Bruno Casagrande        |
|    | Italia (bandiera) | A     | Maurizio Chinagli       |
|    | Italia (bandiera) | C     | Francesco De Benedictis |
|    | Italia (bandiera) | A     | Gianfranco Galvanin     |
|    | Italia (bandiera) | C     | Carlo Luttazzi          |
|    | Italia (bandiera) | D     | Pietro Manzoni          |

| N. |                   | Ruolo | Calciatore       |
| -- | ----------------- | ----- | ---------------- |
|    | Italia (bandiera) |       | Marangoni        |
|    | Italia (bandiera) | P     | Franco Mencacci  |
|    | Italia (bandiera) | C     | Roberto Moroni   |
|    | Italia (bandiera) | D     | Franco Nodari    |
|    | Italia (bandiera) | C     | Sergio Pensotti  |
|    | Italia (bandiera) | A     | Romolo Peronato  |
|    | Italia (bandiera) | C     | Domenico Rosati  |
|    | Italia (bandiera) | D     | Valentino Sardei |
|    | Italia (bandiera) |       | Spinelli         |
|    | Italia (bandiera) | C     | Sandro Tiberi    |